# American Folk Art Museum
Das American Folk Art Museum in New York City ist das bedeutendste Museum für Naive Kunst in den USA.

## Geschichte
Das Museum wurde 1963 in der West 53rd Street in Midtown Manhattan eröffnet und befindet sich seit 1989 zunächst als Zweigstelle und seit 2011 als Hauptstelle in der Columbus Avenue am Lincoln Square (Adresse: 2 Lincoln Square) im Stadtteil Upper West Side im Stadtbezirk Manhattan.
Anfangs nannte sich das Museum noch Museum of Early American Folk Arts und befasst sich hauptsächlich mit amerikanischer Naiver Kunst vom 18. Jahrhundert bis in die Gegenwart. Die Kunstsammlung umfasst über 8000 Objekte. Die Umbenennung in Museum of American Folk Art, und nochmals in American Folk Art Museum im Jahr 2001, deutete bereits eine Erweiterung des Selbstverständnisses des Museums an. Der Name verweist demnach auf die Lage und den Hauptfokus des Museums, aber die amerikanische Folk Art kann nur im internationalen Kontext der Naiven Kunst verstanden werden.
Im Laufe der Zeit wurde die Sammlung um afroamerikanische und Latino-Kunst erweitert. Seit 1998 sammelt das Contemporary Center des Museums ausschließlich Naive Kunst des 20. und 21. Jahrhunderts, sowie Art brut „im europäischen Stil“. Eine größere Sammlung von Werken des Künstlers Henry Darger bildet die Grundlage des Henry Darger Study Center. 2007 erhielt das Museum einen Teil einer 20 Millionen Dollar schweren Spende der Carnegie Corporation.
Die 2001 an Stelle des alten Gebäudes neuerbaute Hauptstelle des Museums in der 45–47 West 53rd Street in Midtown Manhattan musste 2011 aus finanziellen Gründen geschlossen und an das benachbarte Museum of Modern Art (MoMA) verkauft werden. Seitdem dienen die Räumlichkeiten am 2 Lincoln Square als Hauptausstellungs- und Ladenfläche des American Folk Art Museums. Im Jahr 2014 zogen die Archive, die Bibliothek und das Verwaltungspersonal des Museums nach Long Island City im Stadtbezirk Queens. Dort eröffnete das Museum im September 2017 die „Self-Taught Genius Gallery“ (STG Gallery), die alle paar Monate wechselnd Kunst aus der Sammlung des Museums in thematischen Ausstellungen zeigt.

## Sammlung

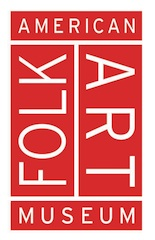
Logo des Museums

Zu den bekanntesten Werken in der Sammlung gehört der erste Kauf Flag Gate, eine amerikanische Flagge aus Holz und Metall, von ca. 1876. Ebenfalls in den ersten Jahren wurde Archangel Gabriel Weathervane und St. Tammany Weathervane, Wetterfahnen aus dem 19. Jahrhundert. Mit dem Kauf des Bird of Paradise Quilt Top (1858–1863) wurden Quilts ein wichtiger Teil der Sammlung. Besondere Erwähnung verdient das kooperative Quilt-Projekt zur Erinnerung an 9/11.
Vor der Einweihung des neuen Museumsbaus 2001, erhielt das Museum zahlreiche Schenkungen, darunter Artefakte der Pennsylvania Germans und Shaker.
Die Dauerausstellung nennt sich „Folk Art Revealed“.

## Schicksal des Neubaus

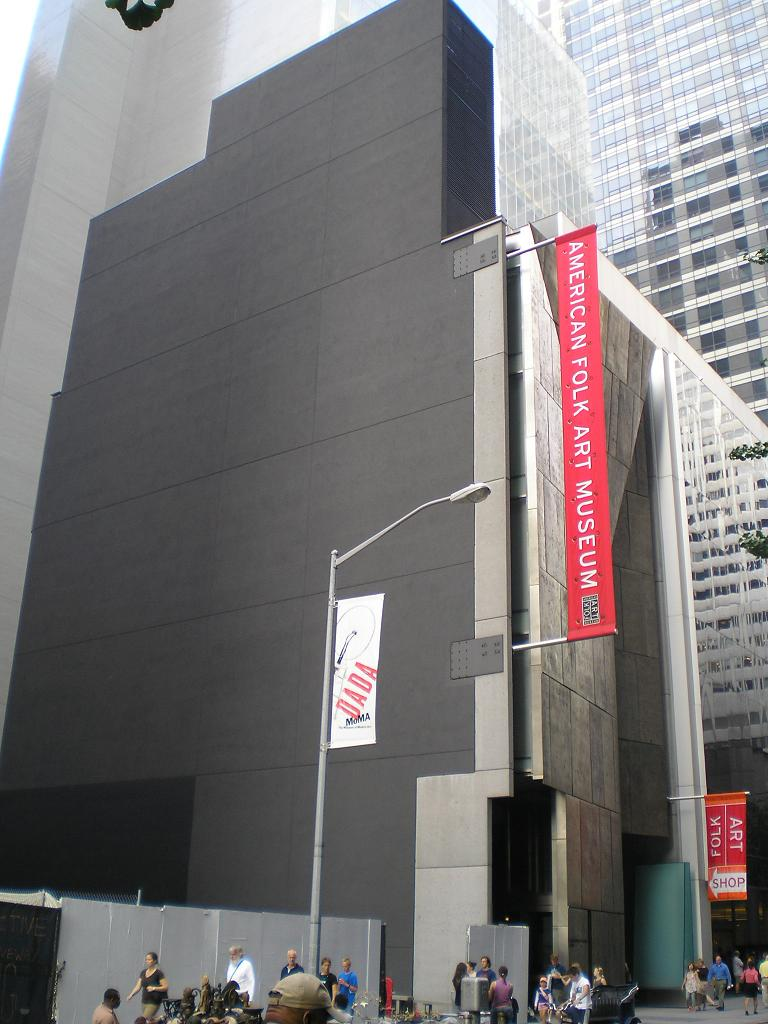
Die Hauptstelle des Museums von 2001 bis 2009 neben der MoMA, sie wurde 2014 abgerissen.

Der 2001 eröffnete Neubau des Museums mit einer markanten Fassade wurde von dem New Yorker Architektenehepaar Tod Williams Billie Tsien Architects geplant. Er lag in direkter Nachbarschaft zum Museum of Modern Art (MoMA), welches das Grundstück bereits 2011 dem an Geldmangel leidenden Museum abgekauft hatte. Das Gebäude wurde 2014 abgerissen und durch eine Erweiterung des MoMA überbaut (Entwurf Ricardo Scofidio und Liz Diller). MoMA hatte sich auch nach Protesten für den Abriss entschieden, da das Design nicht zu dem des MoMA passe. Vor dem Abriss waren 63 Paneele, aus denen die Fassade des American Folk Art Museums bestanden hatte, entfernt und eingelagert worden. Das American Folk Art Museum zog nach dem Verkauf wieder an den vorherigen Standort am Lincoln Square zurück.